# Acapulcoity
Acapulcoity (akapulczycy) – meteoryty należące do bardzo rzadko występującej grupy pierwotnych achondrytów. Nazwa pochodzi od meteorytu tego typu o wadze 1914 g., który spadł w Acapulco w prowincji Guerrero w Meksyku 11 sierpnia 1976 roku. Meteoryty tego typu są pośrednim typem meteorytów między chondrytami zwyczajnymi i achondrytami. Acapulcoity składają się z pierwotnej materii chondrytowej i bardziej urozmaiconych skał. Mają skład chemiczny chondrytów zwyczajnych i budowę achondrytową.